# Ourika (rivière)
Pour les articles homonymes, voir Ourika.
L’Ourika (en berbère : Iwriken) est une rivière qui descend du Haut Atlas marocain et s'écoule notamment dans la vallée de l'Ourika située à 30 km de Marrakech. C'est un affluent de l'Oued Tensift.